# 川愛加奈
川愛 加奈（かわい かな、1985年5月11日 - ）は日本のAV女優。

## 人物
東京都出身。2006年3月にAVデビュー。2008年6月30日、自身のブログで引退を発表した。

## 作品

### ビデオ
2006年
- 「ものスゴぉいのバッチコーイ!」（3月21日、h.m.p）
- 「裸体」（3月25日、Shuffle）
- 「変態妄想オナニー」（4月21日、h.m.p）
- 「見られながらするのが好き。」（5月21日、h.m.p）
- 「ヤリまくり!!!!!」（6月21日、h.m.p）
- 「先生! エロテク個人授業」（7月21日、h.m.p）
- 「ザ 足コキBomb 4時間」（9月21日、h.m.p）
- 「エロカワSweet 息が止まっちゃう!」（11月1日、セクシア）
- 「コールガール痴女」（12月1日、セクシア）

2007年
- 「女教師の秘蜜」（1月1日、セクシア）
- 「酷夢」（2月1日、セクシア）
- 「生中出し女優」（3月2日、GLAY'z）
- 「生中出し女優 連続潮吹きアクメ攻め」（4月6日、GLAY'z）
- 「絶対中出し出来る痴女クリニック」（6月13日、マルクス兄弟）
- 「黒人とセックス」（8月13日、MOODYZ）
- 「強精中出しエロ玩具」（9月13日、MOODYZ）
- 「元実業団ソフトボール選手で全日本代表候補」（10月4日、ディープス）
- 「S級女優マン圧チェックSPECIA」（11月2日、GLAY'z）他多数出演

2008年
- 「現役トップアスリート肉体情報完全名鑑 8時間2枚組」（1月17日、SODクリエイト）他16名出演
- 「集団淫乱絶頂オフィス」（2月1日、MOODYZ）他出演:大沢佑香、藤井彩、瀬咲るな、小林美沙
- 「デカ黒チンポに喘ぎまくる黒人FUCK4時間」（3月1日、MOODYZ）他多数出演
- 「制服美少女18人総集編 8時間2枚組」（3月1日、セクシア）他多数出演
- 「SEXIA2007年上半期BEST 全35作品8時間」（3月1日、セクシア）他多数出演
- 「ERO-（e）レイプ」（3月28日、TMA）
- 「美少女アイドルレイプ 8時間2枚組」（4月1日、セクシア）他多数出演
- 「カワイイ子だけに中出ししちゃいました。 4時間 3」（5月9日、TMA）他多数出演
- 「小便がぶ飲み!浴びまくり!飲尿欲尿BEST4時間」（5月13日、MOODYZ）他11名出演
- 「ギャルCOLLECTION 4時間 2」（5月16日、TMA）他多数出演
- 「競泳水着 4時間」（5月23日、TMA）他多数出演
- 「真正中出し大乱交スペシャル 5」（5月31日、モブスターズ）他出演:愛沢ひな、小泉いずみ
- 「エロイ身体限定！猥褻痴女コレクション」（6月6日、GLAY'z）他2名出演
- 「生中出し500分」（6月6日、GLAY'z）他多数出演
- 「24人の乳もみインタビュー 4時間 2」（6月20日、TMA）他23名出演
- 「イカセッぱっ！ 無限大∞4時間」（7月18日、GLAY'z）他多数出演
- 「強精中出しエロ玩具BEST4時間 2」（8月13日、MOODYZ）他9名出演
- 「黒人チンポでフェラチオとSEX4時間」（10月13日、MOODYZ）他8名出演
- 「3P生本●連続生中出し 2枚組8時間」（11月21日、TMA）他17名出演

2009年
- 「真性潮吹きマジイキ4時間」（3月6日、GLAY'z）他多数出演
- 「街で噂の中出し治療ができる性交クリニック4時間」（4月1日、ワンズファクトリー）他11名出演
- 「ミニスカブーツ大全集 2枚組8時間」（4月10日、TMA）他多数出演
- 「THE ヤラレすぎ!女!! 猥褻4時間」（7月1日、GLAY'z）他多数出演
- 「黒人デカマラFUCK4時間」（11月1日、MOODYZ）他多数出演
- 「強制・凌辱イラマチオ100人BEST8時間」（12月13日、MOODYZ）他99名出演

2010年
- 「涙目の涎便器美少女イラマ50連発4時間」（3月1日、MOODYZ）他多数出演
- 「世界クラスの巨大チ●ポでヤル!」（4月1日、MOODYZ）他多数出演
- 「巨尻メガトンFUCK4時間」（5月13日、MOODYZ）他多数出演
- 「看護婦 【ナース】 2枚組8時間」（6月4日、GLAY'z）他多数出演
- 「真性中出し100人4時間」（12月1日、MOODYZ）他99名出演
- 「Mega-8時間 まるまる絶対中出し出来る痴女クリニック」（12月13日、マルクス兄弟）他22名出演

2011年
- 「GLAY’z SUPER 騎乗位生中出し4時間 VOL.2」（1月21日、GLAY'z）他多数出演
- 「世界クラスのデカチンで口・マ○コ同時串刺し159連発」（6月1日、MOODYZ）他多数出演
- 「生ハメの気持ち良いセックス68連発」（7月1日、MOODYZ）他多数出演
- 「The Best of GLAY’z 2枚組 8時間」（12月2日、GLAY'z）他多数出演

### 写真集
- 「キャプテン・かな」（リイド社、2006年3月30日）ISBN 978-4845826629